# Szőnyi úti Stadion
Szőnyi úti Stadion – stadion piłkarski w Budapeszcie, stolicy Węgier. Obiekt może pomieścić 9000 widzów. Swoje spotkania na stadionie rozgrywają piłkarze klubu Budapesti Vasutas SC.